# Karahisartatlısı, Akdağmadeni
Karahisartatlısı là một xã thuộc huyện Akdağmadeni, tỉnh Yozgat, Thổ Nhĩ Kỳ. Dân số thời điểm năm 2010 là 162 người.